# Ліван на літніх Олімпійських іграх 1952
Ліван брав участь у Літніх Олімпійських іграх 1952 року у Гельсінкі (Фінляндія) вдруге за свою історію, і завоював одну срібну і одну бронзову медалі. Збірну країни представляли 19 учасників, з яких 2 жінки. Це найуспішніший виступ збірної Лівану.

## Срібло
- Греко-римська боротьба, чоловіки — Закарі Чіхаб.

## Бронза
- Греко-римська боротьба, чоловіки — Халіл Таха.